# Marcial Ortiz
Marcial Ortiz, más conocido como Ranchero o Chato, fue un futbolista mexicano. Fue campeón de la Temporada 1932-1933 junto con sus compañeros Ernesto Pauler, Antonio Azpiri, Gumercindo López, Guillermo Ortega, Ignacio Ávila, Vicente García, Julio Lores, José Ruvalcaba, Lorenzo Camarena y Luis "Pichojos" Pérez, jugando la final contra el Atlante, con resultado final de 9-0 a favor del Necaxa. Es padre del también futbolista fallecido Guillermo Ortiz Camargo.

## Clubs
- Club Necaxa

- Datos: Q1893541